# Clinocera elapha
Clinocera elapha är en tvåvingeart som beskrevs av Vaillant 1968. Clinocera elapha ingår i släktet Clinocera och familjen dansflugor. Inga underarter finns listade i Catalogue of Life.